# В далеку путь
«В далеку путь» (англ. «Taking Off») — український радянський короткометражний фільм 1989 року кінорежисера Олеся Янчука.

## Сюжет
Простий, нічим не примітний хлопець живе звичайним розміреним життям на перехресті доріг, що ведуть у село, на кладовище, до аеродрому. Може, це і визначає його долю.

## Актори
- В'ячеслав Баранов — син
- Галина Сулима — мати
- Леонід Яновський — священик
- Лев Перфілов — музикант
- та інші...

## Знімальна група
- Режисер-постановник: Олесь Янчук
- Сценарист: Аркадій Висоцький
- Оператор-постановник: Василь Бородін
- Художник-постановник: Євген Пітенін
- Композитор: Ігор Панов
- Звукооператор: Юрій Лавриненко
- Монтажер: Наталія Акайомова

## Нагороди
- Фільм отримав приз «Золотий Тризуб» на МКФ у Торонто (Канада), 1991 р.